# Сиенска република
Сиенската република (на италиански: Repubblica di Siena, на латински: Respublica Senensis) е независима италианска държава, съществувала от 1125 до 1555/1559 г. Основана е в град Сиена и постепенно се разширява в цяла Южна Тоскана, превръщайки се в една от основните сили на Развитото средновековие, както и в първостепенен търговски, финансов и художествен център в Европа.

## История

### Развитие на Сиенската република
Политическото и институционалното развитие на Сиенската република може да се обобщи, както следва:
- Консулско управление (1125 – 1199)
- Управление на подест (1199 – 1234)
- Управление на двадесет и четиримата (1234 – 1270)
- Управление на тридесет и шестимата (1270 – 1280)
- Управление на петнадесетимата (1280 – 1286)
- Управление на деветимата (1287 – 1355)
- Управление на дванадесетимата (1355 – 1368)
- Управление на тринадесетте (1368)
- Второ управление на петнадесетимата (1369 – 1385)
- Управление на приорите (1385 – 1399)
- Господство на Висконти (1399 – 1404)
- Завръщането на приорите (1404 – 1480)
- Господство на Арагон (1480 – 1482)
- Завръщанет на приорите (1482 – 1487)
- Господство на Пертучи (1487 – 1525)
- Завръщане на приорите (1525 – 1548)
- Испанско управление (1548 – 1552)
- Република, с капитан на народа (1552 – 1554).

### Основаване на Сиенската република
Основаването на Сиенската република традиционно се датира от 1125 г. – годината, в която последният управляващ представител на правителството на епископите, Гуалфред, е свален от престола, след това начело на града и на провинцията около него. Назначено е консулско правителство, което да управлява държавата през първия ѝ период. Както в повечето средновековни общински градове Сиена също има консули като първо развитие на магистратурата. През 1125 г. длъжността на консул на сиенците е дадена на Манко. Условно 1186 г. се посочва като годината на официалното признаване на новата държава от Свещената Римска империя – годината, в която император Фридрих Барбароса дава възможност за монетен двор и за свободно избиране на консули.
През 1199 г. консулското правителство е заменено от изпълнителната власт на подеста, изпълнявана за първи път от Малапреза да Лука.
През първата половина на XIII век Сиена сключва съюзи с Перуджа, Орвието и с Алдобрандески. През 1228 г. е сключено споразумение с Пиза, Пистоя и Поджибонси. Сблъсъците с Флорентинската република следват един след друг, моментално приключени през 1201 г. с мира във Фонтерутоли, но нарушен няколко години по-късно от Флоренция. През 1224 г. Сиена завладява Гросето, като по този начин разширява териториалните си граници.

### Развитие на институциите на републиката – гвелфи и гибелини
Започвайки от 1234 г., Правителството на двадесет и четиримата поема властта. Това е правителство на гибелините, съставено от дванадесет буржоа и дванадесет обикновени граждани, които остават начело на града до 1270 г. След кратките прекъсвания на Правителството на тридесет и шестимата (1270 – 1280) и Правителството на петнадесетимата (1280 – 1286), на власт през 1287 г. идва по-трайното Правителство на деветимата и остава активно до 1355 г.
Гибелинска Сиена може да разчита като свой основен съюзник на крал Манфред Сицилиански, глава in pectore на Хоенщауфен, син на Фридрих II Швабски и Бианка Ланча от алерамическото семейство Ланча. В Тоскана Сиена също разчита на други съвоюващи страни, като гибелинските Пиза, Арецо и Пистоя; сред по-малките градове са Поджибонси, Монтепулчано и Монталчино. Политическата ситуация в Тоскана е много нестабилна от началото на XIII век. Фракцията на гибелините, разпространена в целия регион, намира два бастиона в Сиена и Пиза.
Експанзионистичните цели на Флоренция, изострени от икономическите конфликти със Сиена, повишават нивото на конфликта между гибелините и гвелфите, който достига кулминацията си в добре известната битка при Монтаперти: на 4 септември 1260 г. гибелините в Сиена, заедно със своите съюзници, побеждава състава на флорентинските гвелфи.
Последвалото териториално разширение е значително: Сиена придобива земите на Монталчино, Монтепулчано, Коле ди Вал д'Елса, Казоле д'Елса, Таламоне, Поджибонси, Кампиля д'Орча, Кастильончело и Стаджа Сенезе. Но това, което изглежда като началото на гибелинската хегемония над Тоскана, скоро се оказва пропусната възможност за Сиена и другите тоскански гибелински градове.
Всъщност в рамките на няколко години фракцията на гвелфите си възвръща властта в Тоскана и още през 1269 г. Сиена претърпява поражение от Флоренция в битката при Коле ди Вал д'Елса, по време на която загива сиенският командир Провенцано Салвани. През лятото на 1270 г. градът издържа обсадата на гвелфите и на 15 август трябва да се предаде на войските на краля на Неапол, Шарл I Анжуйски. Така се ражда новото Правителство на тридесет и шестимата (израз на търговската класа), към което могат да принадлежат само декларирани гвелфи; през 1277 г. тридесет и шестимата изрично изключват благородническите семейства от управлението. През 1280 г. е създадено Правителството на петнадесетте, което е на служба до 1286 г. и е заменено от Правителството на деветимата.
Сиена, разкъсвана от вътрешни борби между гвелфи и гибелини, с установяването на Правителството на деветимата (израз на сто гвелфски фамилии, с изключение на благородниците) става гвелфска. Така започва период на относително спокойствие и икономически просперитет – един от най-плодотворните и плодотворни за републиката.

### Гвелфска Сиена: Правителство на деветимата
По време на Правителството на Деветимата (1287 – 1355) Сиена преживява период на голямо политическо и икономическо великолепие: поръчват се нови сгради, включително тази на катедралата, Палацо Публико и значителна част от градските стени е завършена. Такова управление всъщност се определя като „добро управление“.
С Деветимата има република, която запазва управлението на добродетелни граждани, със здрав разум в предприемачеството. През този период монархията, разбирана като подчинение на господар, е окончателно отхвърлена и е заменена от концепцията, че гражданството е в центъра на интересите на владетелите, считани за представители на народа и на града. Оттук и повтарящото се наименование в официалните документи на Деветимата: управители и защитници на комуната и на народа на Сиена.
Републиката се основава на два стълба: Народ и Комуна. „Комуна“ означава набор от изборни, колегиални и краткосрочни магистратури на Републиката.
Съдебните институции на комуната се оглавяват от подест, а тези на народа от Капитан на народа. Те имат шестмесечен срок, след изтичането на който са подложени на съд за всякаква отговорност. Всеки гражданин може да се оплаче от претърпени некоректности или несправедливости. Правителството контролира работата на тези магистрати, без да се намесва по никакъв въпрос. Подестът се избира за шест месеца от Консисторията. Като цяло той е надпартиен чужденец на поне 30 г. Той има задачата да наложи устава, когато съветът има склонност да му противоречи, и председателства заседанията на Градския съвет.
Общинският съвет е съставен от около триста членове сред граждани на възраст най-малко 20 г., които живеят в Сиена от най-малко десет години. Той е председателстван от подест и има законодателен мандат, както и трябва да одобрява всички строителни инициативи.
Управлението е в ръцете на Хунтата на деветимата – девет магистрати на всеки два месеца. През целия си мандат деветимата живеят в кметството далеч от семействата си и без възможност за контакт с външния свят, за да могат да изпълняват функциите си по възможно най-добрия начин без външен натиск или корупция. Те също живеят изцяло на обществени разноски.
Консисторията е срещата на най-висшите длъжности в града: Деветимата, четиримата директори на Бикерна (министри на хазната), четиримата консули на търговията и тримата консули на рицарите или Капитаните. На всеки два месеца Деветимата трябва да избират следващите девет по време на тайни срещи в присъствието на поне трима консули на търговията и на капитана на народа. От 1318 г. нататък формата на изборите се променя и Деветимата се избират чрез гласуване. Общинският съвет има за задача да избира и гласува измежду листи с кандидати, тези, които счете за подходящи. Имената на гласувалите с най-голям брой са вмъквани в бележки, затворени във восъчни топчета, които да се изваждат на всеки два месеца. По този начин се избягва централизацията на властта или размяната на гласове. Топчето soluti събира и имената на кандидатите, полезни за заместване на онези, които по различни причини (смърт, изгонване) вече не могат да бъдат част от правителството.
Благородниците в този период не са напълно отстранени от града, а само от правителството. Всъщност те могат да бъдат част от общинския съвет, представляват важна част от обществото – богатството на града и затова трябва да бъдат уважавани.
Към членовете на правителството се присъединява и Съветът на исканите, който представлява тогавашните политически елити, и подобните, т.е. предшествениците на Деветимата, на чийто опит се доверява.
Следователно има разширен съвет, до който имат достъп всички, които са били част от правителствената хунта, наречен Съвет на народа, чиито членове са пожизнени. Това е основата на републиката от XV век, която приема характеристиките на сенат.

### Политическа нестабилност
Поредицата от сериозни епидемии, заедно със сериозната икономическа криза, карат сиенската общност, изключена от правителството, да се бунтува. Деветимата са заменени през 1355 г. от Правителство на дванадесетимата (дванадесет представители на народните класи, които не са включени в групата на деветимата), което остава на поста до 1368 г. През 1368 г. възниква краткото Правителство на тринадесетимата – нещо като благородническа диктатура, съставена от десет благородници и трима представители на народа; те остават на служба за много кратко време: през 1369 г. е създадено Правителството на петнадесетимата, съставено от представители на деветимата, двадесетимата и реформатори. Този режим се характеризира с подчертано популярна идентичност, при която по-ниските класи имат достъп до съдебната власт. През 1371 г. се случват „фактите на Бруко“, които с въстанието на Барбиконе в подкрепа на радикалната и вече хегемонна фракция на реформаторите позволяват правителство само на представители на малки народ. Режимът на реформаторите продължава до 1385 г. и е свален с бунт, в който се обединяват благородници, представители на деветимата и народните части, които не са включени в реформаторите. От 1385 до 1399 г. управлението на Сиена е поверено на приорите (отначало десет, след това единадесет, накрая дванадесет).

### Автономия
След много кратко прекъсване, продължило само пет години под господството на Висконти (1399 – 1404), Сиена възвръща своята независимост. Междувременно през 1471 г. договор между Сиенската република и Графство Санта Фиора утвърждава висшия суверенитет на първата над второто, оставяйки го все пак независимо. Промененият сценарий от XV век означава, че Сиена също има своята синьория от 1487 до 1525 г. с Пандолфо Петручи и неговите потомци Боргезе (1512 – 1215), Рафаело (1515 – 1522), Франческо (1522 – 1523) и Фабио (1523 – 1525). И това преживяване е ефимерно и през 1525 г. има връщане към древните републикански институции.

### Край на Сиенската републиката

#### Война за Сиена
По време на войните между Хабсбурги и Валоа (1494 – 1559) Сиенската република участва в конфликта през 1559 г., в който двете сили се борят за надмощие над Италия. Въпреки че успява да жонглира умело през първия период от същото, след смъртта на Пандолфо Петручи държавата навлиза във фаза, характеризираща се с вътрешни борби и загуба на търговска конкурентоспособност, което я кара да отслабва силно. Опитът на Испанската империя (започвайки от 1540 г.) да установи постоянен протекторат на територията на Сиена, като изпраща стабилен гарнизон, довежда до нарастване на напрежението и до народното въстание (26 юли 1552 г.) след изграждането на укрепената цитадела. Сиенците отварят портите на града за френско-сиенска армия, която обсажда испанците в крепостта, докато не са изгонени след посредничеството на Медичите. През февруари 1553 г. испанците подновяват военните действия под командването на Гарсия Алварес де Толедо и Осорио, вицекрал на Неапол, който трябва да се оттегли поради нахлуването на османците – съюзници на Сиена и на французите. На следващата година Карл V предлага командването на Козимо I де Медичи, осигурявайки му мощна армия, съставена от различни имперски контингенти от испанци, германци и унгарци, с които командирът Джан Джакомо Медичи от Мариняно обсажда Сиена и разграбва провинцията. Сиенците, командвани от Пиеро Строци и Блез дьо Монлюк, се съпротивляват дълго време, дори успяват да нанесат тежки поражения на имперската коалиция, като унищожаването на армията на Ридолфо Бальони в битката при Киузи, набезите в района на Виареджо и нахлуването във Вал д'Арно, но в крайна сметка са победени от преобладаващото числено превъзходство на противника, за да отстъпят в битката при Сканагало (2 август). Обсадата на Сиена продължава още осем месеца, с многобройни прояви на героизъм, като този на сиенския женски форт, до капитулацията поради глад на 17 април 1555 г. Преговорите постановяват връщането на републиката под императорските знаци, общото помилване и възможността за напускане на града за всеки, който желае. Възможността е използвана от армията, с нейните командири и стотици мъже, които стигат до Вал д'Орча и организират екстремната отбрана с установяването на Сиенската република, оттеглена в Монталчино, която устоява дори след смъртта на Карло V и в края на войните между Хабсбурги и Валоа.

#### Преговори и нова държава
На 2 и 3 април 1559 г., след 65 години конфликт, е подписан Договорът от Като Камбрези, в изпълнение на който е предадена и последната сиенска крепост, съставена от гарнизона на Монталчино, заедно с останалата част от републиканската територия, лично в ръцете на Козимо I де Медичи като благородническо владение. След това Козимо продължава да ръководи Флорентинското херцогството (наречено Стара държава) и Сиенското херцогство (наречено Нова държава) едновременно, докато не получава суверенната титла на Велик херцог със специална папска була, даваща живот на Велико херцогство Тоскана, вътре в което Сиенското херцогство оцелява със собствените си магистратури и административна автономия до реформите на Леополд II в края на XVIII век.

## Икономика
Републиката е важен търговски център: произвеждат се пшеница и сол, идващи от Марема и контролирани благодарение на монополно споразумение, сключено с Алдобрандески – васали на Сиена, вълна и други селскостопански продукти, като вино.
Основният икономически ресурс на града идва отдейностите на обмяна на валута и лихварството, които банкерите извършват в града.

### Солна митница
Най-старата документация относно митниците за сол в Сиена датира от XIII век. Приходите от монопола върху солта представляват значителен източник на доходи за държавата. Различните центрове на сиенската провинция и техните граждани са задължени да се запасяват със сол от Сиенска Марема, като закупуват стоката на фиксирана цена. Ръстът на търговията, свързана със солниците в Гросето, способна да задоволи нуждите на близката Перуджа и съседните страни, довежда до създаването през 1323 г. на нова организация, наречена Monte e Sale, която осъществява управлението на монопола и банкови задачи едновременно.
От края на XIV век част от постъпленията, произтичащи от монопола на солта, са предназначени за плащане на наеми върху капитала, даден на заем от държавните кредитори, за да се справи с нарастващия държавен дълг на републиката. Впоследствие е направен и опит за обединяване на митниците на пасищата, на фуража и на солта, за да се подобрят финансовите възможности на държавата, но още от 1519 г. различните администрации отново са разделени.

### Пасищна митница
Огромните парцели пасища във Вал ди Киана и Сиенска Марема привличат овчари както от териториите под пряк контрол на Сиена, така и от съседните държави. За ефективна експлоатация на дейностите по паша и преместване правителството на Сиена решава да създаде специална служба, наречена Пасищна митница, която да се занимава с управлението на тарифната система, свързана с отглеждането на едър рогат добитък.
Вътрешната структура на Пасищната митница се състои от ковчежник и девет служители, измежду които е избиран capo vergaro. Последният се намира в Марема, откъдето ръководи подчинена нему група вергари за спазване на законите на републиката и контрола на територията.

### Монте ди пиетà
По решение на Консисторията и Генералния съвет на Сиена през 1472 г. е основана Монте ди Пиетà (вид заложна къща). След преминаване през труден период на криза в зората на XVI век (което според някои историци води сиенската институция до изчезване), тя възобновява активното си функциониране в годините след падането на Сиенската република през 1568 г. и  разширява банковата си дейност в областта на животновъдството и селското стопанство. На основата на кредитните дейности, предприети до този момент, Монте дей Паски ди Сиена е основана през 1624 г., докато Монте Пио се ограничава до упражняване на първоначалните дейности. 

### Минен сектор
Започвайки от XII век, интересът на Сиена към минното дело се увеличава, нови сребърни и медни мини са открити и находищата, изоставени през римския период в Сиенска Марема, се активират отново.
Освен мините на Монтиери Сиена получава други сребърни мини в околностите на Монтебекари през 1177 г. от граф Тедини ди Фрозини, а през следващия век тези на Рокастрада и тези на Мучето от Алдобрандески.
Въпреки това Сиенската република не управлява директно минните дейности, а предпочита да възложи мините на възложители, за да не кара разходите да паднат върху държавния бюджет. Интересите на Сиена към Марема постепенно нарастват с течение на времето: през 1334 г. Правителството на деветимата изпраща един от своите служители на териториите на Гросето и на Маса, за да проучи възможните интервенции за подобряване на пътната мрежа и на следващата година, със завладяването на Република Маса, Сиена успява да завладее нейния богат миньорски район.
Въпреки това чумата от 1348 г. причинява жесток срив на минните дейности на Сиенска Марема, която никога не успява да се върне към предишните нива на производство.

## Данъчна система
Всеки жител на град Сиена и на някои общности в провинцията (Ашано, Монталчино, Сан Куирико и Буонконвенто) трябва да представи писмена декларация за доходите си, въз основа на която комисия от алиратори установява облагаемия доход. Върху този доход се прилагат както обикновеният данък (който в Сиена се нарича лира или либра), така и т. нар. престе, т.е. извънредни принудителни заеми, които могат да бъдат начислени на всички граждани или само на определени категории (вземайки деноминацията престе а балци). За по-нататъшно рационализиране на данъчната система на Сиенската република и за подобряване на администрирането на държавния дълг, през 1430 г. е създадена Комуна Монте, за да обедини всички кредити на гражданите за заеми, които все още не са изплатени от държавата. Вместо това са увеличени други видове данъци от Службата на камарата на общината за финансиране на закупуването на въоръжение.
Между 1316 и 1320 г., по волята на Генералния съвет, е извършена внимателна операция по проучване на цялата недвижима собственост на град Сиена и неговите околности, за да се пристъпи към ново данъчно облагане въз основа на кадастралната оценка. Опитът обаче не е повторен през следващите години поради прекомерната административна трудност и сиенският кадастър се ограничава до отбелязване на прехвърлянето на собственост върху недвижимия имот.

## Сечене на монети
Сиенската република сече свои собствени монети от втората половина на XII век до падането на Сиенската република, защитена в Монталчино през 1559 г., след мира от Като Камбрези.
На 2 февруари 1180 г. има официално споразумение между Комуна Сиена и архиепископа на Майнц за освобождаването на последния от затвора на маркиз Конрад Монфератски. Висшият прелат също е имперски канцлер на Фридрих I Барбароса и под клетва се задължава да получи потвърждение на сиенската валута от императора в замяна на плащането на откупа от 400 лири от града. Следователно това доказателство предполага, че парите вече са били сечени тайно в Сиена преди 1180 г. Въпреки че сертификатът за концесия никога не е бил проследен, има косвено потвърждение за императорското разрешение на монетния двор от документ на Хайнрих VI от май 1186 г., в който град Сиена е лишен от възможността да сече монети, след като е бил обсаден (по-късно върнат пет месеца по-късно).

### Монетен двор на Сиена
Монетният двор на Сиена, официално наричан bulgano, е основан по желание на комуната между 1178 и 1179 г. Конкретната деноминация произлиза от кожените торбички, където са били поставяни монетите, наречени bolga: едва от 1351 г. се появява и под името zecha. Bulgano първоначално се управлява от общината, но от втората половина на XIV век управлението често се възлага на частни лица.

## Морски пристанища на Сиенската република
Притежаването на Сиена на излаз към море е естествено продължение на нейната експанзионистична и търговска политика в Марема Гросетана със завладяването на пристанищата Таламоне, Порто Ерколе и Порто Санто Стефано.
Още през XIII век Сиена се опитва да си осигури използването на речното пристанище Гросето. Пристанището, отнесено през XIV век от жестокото наводнение, което отделя течението на Омброне от града, никога няма развитие, също поради погрешната икономическа политика на Сиена и липсата на продуктивен хинтерланд.
През май 1303 г. абатът на манастира Сан Салваторе, Фра Раниери, пристига в Сиена, предлагайки на Правителството на деветимата закупуването на земите, притежавани от манастира (макар че по това време те са военно окупирани от графовете на Санта Фиора), включително Таламоне.  След трудни преговори договорът за покупка е подписан на 10 септември 1303 г. На цената от 900 златни флорина пристанището Таламоне, районът Валентина и Кастильоне д'Орча са продадени на Сиенската република, която също поставя манастира под своя защита.
След присъединяването към тосканската гвелфска лига, станало възможно благодарение на политическата промяна, наложена от Деветимата, която отдалечава града от Империята, Сиена се озовава в съюз с Флоренция. Като се има предвид нарастващата вражда, съществуваща към гибелините в Пиза, флорентинското правителство сключва на 17 август 1311 г. споразумение със Сиенската република за преминаването на всички техни стоки по море през Таламоне.
След нови сблъсъци с пизанците за влияние над Лука Флоренция подновява споразуменията със Сиенската република за правата на флорентинските търговци в пристанището Таламоне през 1340 г.; ситуация, която се повтаря през 1356 г. Въпреки това, след като мирът с Пиза е подписан през 1364 г., флорентинските търговци предпочитат да напуснат по-отдалеченото сиенско пристанище в полза на пизанското, въпреки натиска, упражняван от Сиена да запази търговския трафик на Флоренция.
През 1379 г., поради конфликтите с пизанците и генуезците за контрол над Сардиния, каталонците сключват договор със Сиенската  република за използването на пристанището Таламоне, гарантирайки на техните търговци същите права, които са гарантирани на флорентинците, но с по-ниски задължения. След като пристанището в Сиена е напуснато от каталонците, тъй като Сиена не успява да покрие разходите за отбрана и охрана с морската търговия, през 1385 г. е решено да се даде под наем пристанището на компания, която също ще се грижи за поддръжката на отбранителните съоръжения.
Порто Ерколе и територията на Монте Арджентарио, включително второстепенното Порто Санто Стефано, са завладени от Сиенската република по време на пристигането в Тоскана на краля наНеапол Ладислав Анжуйски през 1409 г.
Връщането на каталонците в пристанището на Сиена през 1436 г. представлява положително събитие и с договора, подписан от страните, Сиенската република се задължава да поддържа пътищата до Гросето в добро състояние, както и пристанищния мост. Търговията успява да процъфтява отново и на следващата година има посещение и от принц Алфонсо V Арагонски.
По време на Войната за Сиена, където сиенските и френските армии се изправят една срещу друга срещу флорентинските и испанските, Сиена е обсадена на 2 август 1554 г. и градът се предава през април 1555 г., Порто Ерколе все още остава да бъде завладян, и там френският командир Шарл дьо Карбониер, след като изчаква пристигането на маршал Пиеро Строци, се предава на 18 юни 1555 г.
Пристанищата, принадлежали на Сиенската република повече от два века, стават част от зараждащата се Държава на Президиите през 1557 г. по заповед на Филип II, крал на Испания.

## Изкуство
От XIII век Сиена претърпява радикално обновяване. Двама велики скулптори и архитекти от Италианското средновековие са главните герои: Николо Пизано и неговият син Джовани. Намесата на двамата художници в катедралата успява да съчетае романския и готическия стил в една структура. Впоследствие целият град е модернизиран и в края на XV век изглежда като прекрасен ренесансов град.
В живописта процъфтява Сиенската школа: Дучо ди Буонинсеня, Симоне Мартини, Пиетро и Амброджо Лоренцети, Доменико и Тадео ди Бартоло, Стефано ди Джовани, Матео ди Джовани.

## Герб
Гербът на републиката, различен от герба на град Сиена, е син щит с надпис Libertas („Свобода“) в златисто,  сложен наклонено. 
В допълнение към сегашния общински герб на Комуна Сиена различни други символи представляват града, например сребърният лъв на червено поле, символ на народа (първоначален герб на епископа или, според други автори, взет от печата на гвелфската партия, където е представен въоръжен с меч и вървящ лъв – символ, често присъстващ заедно с емблемата на средновековната комуна), сегашна емблема на провинция Сиена; синият герб с мотото Libertas, използван и в много други италиански градове по време на периодите на републиканския режим. Един последен символ на града (чието първо изображение се намира в цикъла стенописи „Доброто управление“ от 1338- – 1340 г.) е вдъхновен от легендарния римски произход на града и е вълчицата, кърмеща близнаците Асканий и Сений; през 1344 г. има плащане за гравирането на вълчицата върху общинския печат.
Всички изброени символи се появяват на корицата на регистър на Камарата на общината от 1528 г.; всъщност на тази плоча е изобразена вълчицата, кърмеща двамата близнаци, единият от които държи прът, на върха на който има герб (балцана) под формата на щандарт, над вълчицата има щит, разделен на три, на който, започвайки хералдично вдясно, е гербът на републиката, този на общината и този на народа.

## Хронология на разширяването на Сиенската република
- 1125: Сваляне от власт на епископа, който управлява града и раждане на Сиенската република (територия на Сиена и Буонконвенто)
- 1151: Гросето и Сан Джовани д'Асо
- 1155: Берарденга
- 1167: Чивитела
- 1175: Раполано
- 1180: Сан Куирико д'Орча
- 1193: Паганико (днес подселище на Чивитела Паганико)
- 1197: Синалунга
- 1210: Торита ди Сиена
- 1212: Монталчино
- 1213: Изграждане на замъка на Монтериджони
- 1222: Гросето отхвърля подчинението си на Сиена
- 1230: Кианчано, Киуздино и Радикондоли
- 1231: Киузи
- 1232: Загуба на Кианчано и Киузи в ръцете на Орвието
- 1232: Монтепулчано
- 1235: Загуба на Монтепулчано, който се съюзява с Флоренция
- 1235: Пиенца
- 1252: Загуба на Монталчино, който се съюзява с Флоренция
- 1255: Трекуанда
- 1259: Окупация на Гросето
- 1260: Победа при Монтаперти (Абадия Сан Салваторе, Монтелатероне (днес подселище на Арчидосо), Казоле д'Елса, Монталчино и Монтепулчано)
- 1265: Седжано
- 1267: Въстание на Монтепулчано
- 1269: Монтичано
- 1275: Закупуване на Ашано
- 1282: Закупуване на Кампанятико
- 1293: Рокалбеня
- 1294: Акт за подчинение на Монтепулчано
- 1300: Кастильоне д'Орча
- 1301: Рокастрада
- 1303: Закупуване на Таламоне
- 1310: Загуба на Абадия Сан Салваторе, превзето от Орвието
- 1310: Бунт в Гросето
- 1326: Монтиери
- 1331: Начинание на Гуидоричо да Фоляно (Арчидосо и Кастел дел Пиано)
- 1335: Завладяване на Маса Маритима (територии на Маса Маритима, Гаворано и Монтеротондо)
- 1336: Окончателно завладяване на Гросето
- 1339: Капалбио
- 1339: Маляно
- 1345: Загуба на Капалбио, завладян от графовете Орсини
- 1347: Закупуване на Абадия Сан Салваторе и подчинение на Кианчано Терме и Киузи
- 1352: Радикофани
- 1366: Основаване на Кастелнуово Берарденга
- 1375: Загуба на Таламоне, окупиран от папските милиции
- 1378: Отвоюване на Таламоне
- 1379: Завладяване на Сартеано и Скансано
- 1387: Признаване на суверенитета на Сиена над Мурло
- 1390: Загуба на Монтепулчано, който се съюзява с Флоренция
- 1404: Покупка на Чиниджано
- 1410: Сована (днес подселище на Сорано)
- 1412: Сан Кашано
- 1414: Завладяване на Орбетело, Порто Ерколе, Порто Санто Стефано и Монте Арджентарио, собственост на графовете Орсини и окупирани от неаполитанските милиции
- 1416: Отвоюване на Капалбио
- 1416: Манчано и Сатурния (днес подселище на Манчано)
- 1418: Закупуване на Четона
- 1430: Пианкастаняйо
- 1432: Окупация на Кастильоне дела Пеская
- 1433: Загуба на Кастильоне дела Пеская
- 1475: Акт за подчинение на Сиенската република на фамилия Баски (Кастел'Ацара, Кастел'Отиери и Монторио (и двете днес подселища на Сорано))
- 1478: Обсада на Коле ди Вал д'Елса (Кастелина ин Кианти и Коле ди Вал д'Елса)
- 1483: Връщане на територии на Флоренция (загуба на Кастелина ин Кианти и на Коле ди Вал д'Елса)
- 1527: Загуба на Порто Ерколе, окупиран от папските милиции
- 1530: Отвоюване на Порто Ерколе
- 1552: Сиенско антииспанско въстание и избухване на Войната за Сиена
- 1553: Загуба на Трекуанда
- 1554: Загуба на северните територии на Казоле д'Елса, Монтериджони и Раполано
Загуба на териториите на Маса Маритима, Монтеротондо, Монтичано и Мурло
Загуба на източните територии на Торита ди Сиена и Радикондоли
- 1555: Капитулация на град Сиена, сиенското благородничество намира убежище в Монталчино в последен опит за съпротива от страна на Сиенската република
Загуба на Порто Ерколе
- 1556: Загуба на Кианчано и Сартеано
- 1557: Загуба на Синалунга, Кастел дел Пиано и Орбетело
- 1559: Капитулация на Сиенската република, защитена в Монталчино (загуба на последните територии на Пианкастаняйо, Радикофани, Рокастрада, Сан Кашано, Сан Куирико д'Орча, Пиенца и Монталчино)